# 4370 Dickens
4370 Dickens (1982 SL) là một tiểu hành tinh vành đai chính được phát hiện ngày 22 tháng 9 năm 1982 bởi Ted Bowell ở Flagstaff.